# Lessing-Realschule (Wolfenbüttel)

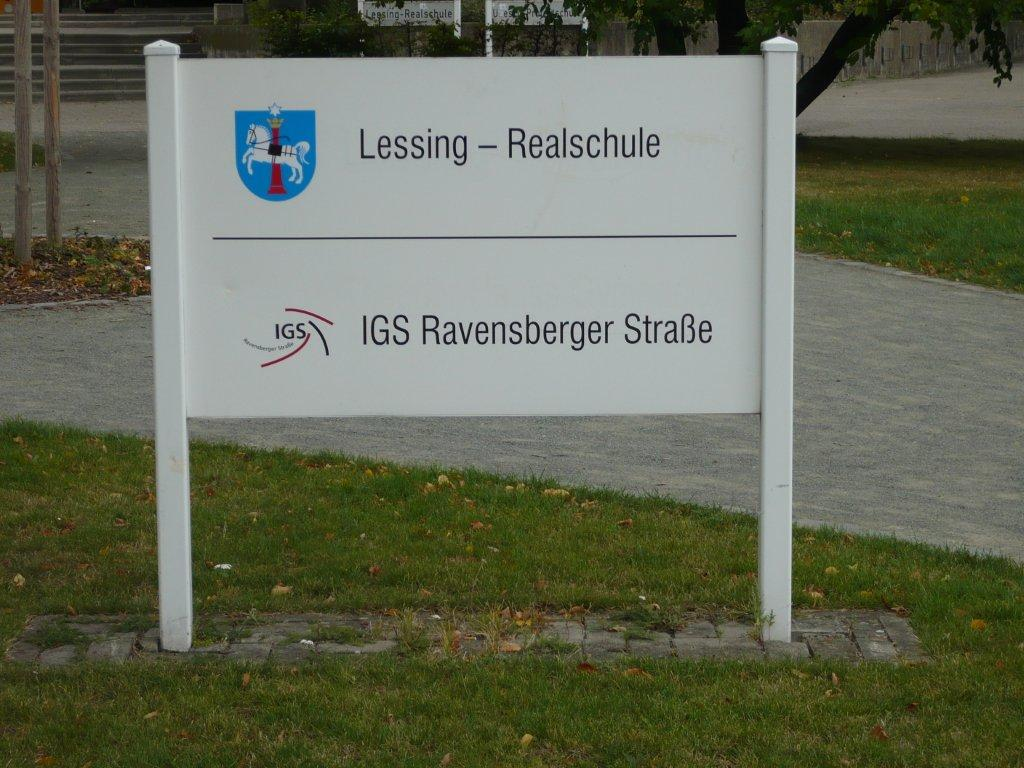
Neues Eingangsschild – nach Gründung der integrierten Gesamtschule

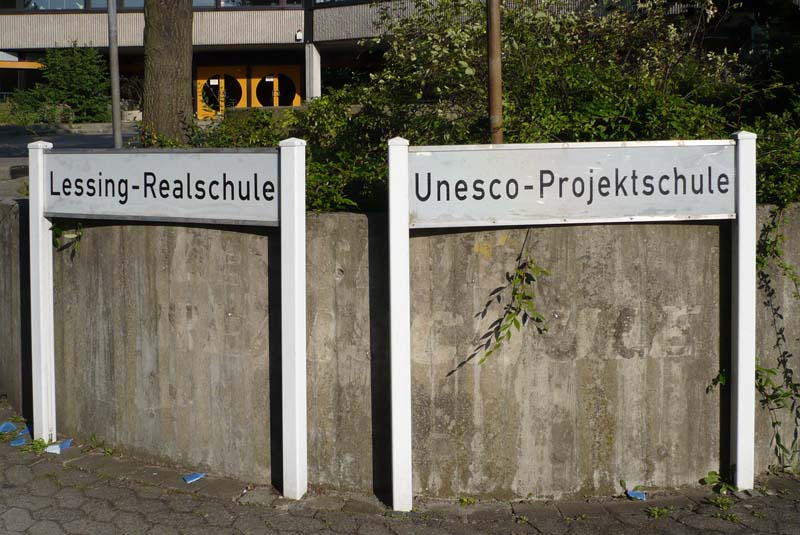
Haupteingang

Die Lessing-Realschule, Wolfenbüttel, war bis 2014 eine von 18 UNESCO-Projektschulen in Niedersachsen. Namensgeber ist Gotthold Ephraim Lessing. Der Schulbetrieb endete mit Verabschiedung der letzten Schüler am 15. Juni 2017.
Sie lag im Westen etwa 2 km vom Stadtkern entfernt.

## Geschichte
Das Gebäude wurde ursprünglich für die Orientierungsstufe Ravensberger Straße erbaut; die Inbetriebnahme erfolgte nach den Sommerferien 1975. Bis 2004 beherbergte es die Orientierungsstufe und die Lessing-Realschule. Später gab es die Orientierungsstufe nicht mehr. Bis zum Ende des Schuljahres 2011/2012 war das „Junior THG“ (5. und 6. Klasse des Theodor-Heuss-Gymnasiums) in einem Teil der Räume untergebracht. Das „Junior-THG“ ist an den Hauptstandort des Theodor-Heuss-Gymnasiums zurückgekehrt.
Die Lessing-Realschule war eine auslaufende Schule. Mit Beginn des Schuljahres 2012/2013 wurden keine neuen Klassen der Jahrgangsstufe 5 eingerichtet. Zum Ende des Schuljahres 2016/17 wurde die Lessing-Realschule schließlich aufgelöst. Im Schuljahr 2013/14 wurden nur noch die Jahrgänge 8 – 10 in insgesamt 9 Klassen, im Schuljahr 2015/16 nur noch 6 Klassen unterrichtet. Der Schulbetrieb Wolfenbüttel endete mit Verabschiedung der letzten Schüler am 15. Juni 2017.
Die frei werdenden Räume wurden von der neu gegründeten Henriette-Breymann-Gesamtschule, einer integrierten Gesamtschule (IGS), übernommen. Diese nahm zum Schuljahr 2012/2013 mit Klassen der Jahrgangsstufe 5 den Schulbetrieb auf.
Der Gebäudekomplex wird seitdem „Schulzentrum Ravensbergerstrasse“ genannt.

## Pädagogische Arbeit
Die Lessing-Realschule unterstützte in ihrer schulischen und außerschulischen Tätigkeit aktiv die Ziele der UNESCO. Das Profil der Schule wird so über die allgemeinen Aufträge zur Bildung und Erziehung der Schüler in der Realschule hinaus geprägt.

## Fremdsprachenunterricht
An der Schule wurde als erste Fremdsprache ab Klassenstufe fünf Englisch und als zweite ab Klassenstufe sieben Französisch als Wahlfach angeboten. Außerdem gab es eine Italienisch-AG an der Schule.

## Gebäude

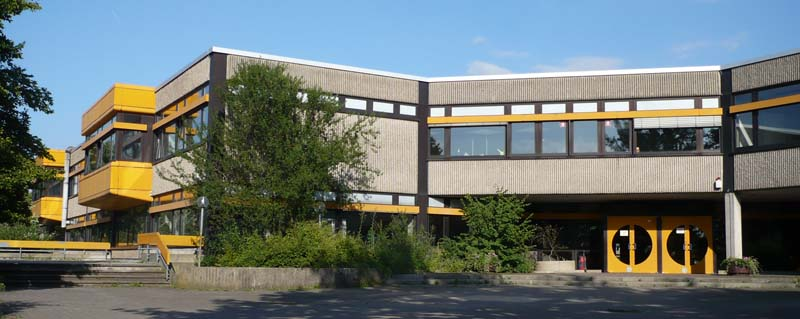
Haupteingang

Das rechteckige Hauptgebäude wurde zweistöckig um einen Lichthof erstellt. Die beiden achteckigen wabenförmigen Anbauten gehen in einem rechten Winkel von Hauptgebäude ab. Die Klassenräume sind hier sternförmig um einen zentralen Bereich aus erreichbar. Diese Zentralbereiche werden über eine Lichtkuppel mit Tageslicht erhellt. Die gesamte Anlage ist treppenförmig aufgebaut. Alle Gebäudeteile sind mit einem Flachdach versehen.
Die alte Turnhalle entsprach nicht mehr den Anforderungen an einen modernen Sportunterricht und wurde daher abgerissen. Eine neue Turnhalle, die in drei Segmente unterteilt werden kann, wurde für eine Bausumme von 4 Millionen Euro errichtet. Die Turnhalle besitzt eine ausfahrbare Besuchertribüne für 480 Zuschauer und wurde im November 2010 eingeweiht.

## Ausstattung
Neben Lehrerzimmer und den Klassenräumen existieren noch zwei Biologiesäle, drei Physiksäle, drei Chemiesäle, eine Mehr-Felder-Turnhalle, zwei Kunsträume, zwei Musiksäle, ein Mediatorenraum, drei Medienräume, ein Werkraum, eine Lehrküche, zwei Computerräume und eine Cafeteria.

## EDV-Ausstattung
Alle Computer der Schule haben Internet- (DSL) und Intranet-Zugang, Datenprojektoren (mobil und in mehreren Funktionsräumen fest installiert), mobile PC-Stationen, Scanner und Drucker.

## Auszeichnungen
- Erster Preis im Schülerzeitungs-Wettbewerbs der Deutschen UNESCO-Kommission, 2003[4]
- Erster Preis im Schüler-Wettbewerb der Deutschen UNESCO-Kommission für die Altersgruppe unter 14 „Euro-arabische Nachbarschaft – Zusammenleben lernen“, 2002[5]
- Der 4. Preis im Schülerfriedenspreis 2000 für die eindrucksvolle Gedenkveranstaltung für die Opfer der NS-Justiz in Wolfenbüttel[6]

## Aktionen der Lessing-Realschule (Auswahl)
- Jugend debattiert, 2007/2008[7]
- Buchpräsentation, 2007 „Völkerverständigung und Freundschaft am Beispiel Deutschland/Belarus“[8]
- Kampagne Humanitäre Schule, 2006[9]
- Multikultureller Abend mit dem Türkischen Zentrum in Wolfenbüttel, 2003[10]